# Muhammad Abdallah Hassan
Sayyīd Muhammad `Abd Allāh al-Hasan (7. dubna 1856 severní Somálsko – 21. prosince 1920 Imi, Ogaden) byl somálský nacionalistický a náboženský vůdce, který po 20 let vedl ozbrojené povstání proti italským, britským a etiopským koloniálním silám na území Somálska.
Někteří o Hassanovi hovoří jako o somálském nacionalistovi a jiní tvrdí, že jeho snahou bylo sjednotit nepřátelské klany proti kolonialismu, ale rivalita mezi klany byla obrovská a proto je jeho období vlády považováno za období anarchie. Dnešní političtí geografové tvrdí, že situace v současném Somálsku je stejná jako za Hassanovy vlády.
Somálsko, stejně jako mnoho jiných států post-koloniální Afriky bylo uměle rozděleno do pěti správních regionů. Obyvatelstvo Somálska je národnostně jednotným státem, tvořeným národem Somálců, ale obyvatelé jsou rozděleni do starověkých nepřátelských klanů, které mezi sebou neustále válčí o zisk území. Rozpad státu tedy nebyl zaviněn selháním národnostně státního modelu, ale právě zmíněnou rivalitou mezi jednotlivými klany.

## Mládí
Hassan se narodil roku 1856 v údolí Sa'Madeeq. Tato oblast byla v letech 1884–1960 britským protektorátem a nazývala se Britský Somaliland. Patřil k Ogadenskému sub-klanu Darod.
Jeho otec byl šejk Abdille, který se oženil s několika ženami a měl okolo 30 dětí, z nichž Hassan byl nejstarší. Hassan vyrůstal mezi pastevci z kmene Dhulbahante, kteří vynikali jako dobří jezdci na koních i velbloudech a také jako dobří válečníci. Hassanův dědeček Sade Mogán byl velkým válečníkem a vyznavačem islámu. Hassan se díky němu naučil do jedenácti let zpaměti Korán a začali se u něj objevovat vlastnosti silného vůdce.
Roku 1875 Sade Mogán zemřel. Poté Hassan pracoval jako vykladač Koránu, ale touha po poznání Islámu byla obrovská a proto své zaměstnání opustil a několik let se věnoval návštěvám center islámského učení, např. ve městech Mogadišu a Harar, ale také ve státech Keňa a Súdán. Hassanovi se tak dostalo významného náboženského vzdělání a roku 1891 se vrátil domů.
Oženil se se ženou Ogadeni a roku 1894 vykonal spolu se členy své rodiny náboženskou pouť do Mekky – tzv. Hadždž. Zde strávil rok a půl a dostal do sféry vlivu nově vznikajících Saalihiya, kde se mu dostalo zasvěcení a přísné duchovní přípravě pod vedením súdánského mystika Saliha. Hassan díky tomu prožil určitou formu duchovní transformace a byl vybrán, aby učil o Saalihiyjském řádu v Somálsku.

## Náboženské poslání
Roku 1895 se vrací zpět do přístavního města Berbera (Britové tento přístav využívali pro vývoz masa ze Somálska do Britské Indie). Zde Hassan pobýval dva roky, ale setkával se s nepřátelstvím místních obyvatel Quadiriyyah, kteří odmítali přijmout jeho učení Saalihiya.
Spolu se svými bratry Dulbahante založil Hassan své první sídlo v Qoryawaye, odkud začíná šířit své učení o náboženských reformách mezi potulnými kočovníky. Zde si poprvé začínají stoupenci Hassanovi říkat Dervišové – arabské slovo, které představuje muslima, jenž dobrovolně přijal život ve strohosti a chudobě ve službě Bohu. Jeho učení se rychle šíří i mezi okolní kmeny Habar Tol Jaalo a abar Yoonis. V této době byl Hassan Brity považován za spojence, který stmeluje znepřátelené kmeny a udržuje v zemi mír.
Obrat nastal roku 1899, kdy britští vojáci bez vědomí velení prodali Hassanovi své zbraně. Když se na chybějící zbraně přišlo, Hassan byl nařčen, že je ukradl. 29. března poslal britský konzulát Hassanovi urážlivý dopis, který požadoval navrácení kradeného zboží. Hassana to velmi rozčílilo a vrátil dopis s vysvětlením, že nic neukradl.
Tento malý incident se stal záminkou pro střet mezi Brity a Derviši. K britskému vojsku se přidal také etiopský císař Menelik II., protože Hassan úspěšně likvidoval etiopské loupeživé bandy.

## Somálsko a Britové
Velká Británie měla o území Somálska velký zájem. Důvodem bylo ochraňovat obchodní cesty do Indie. Roku 1869 byl otevřen Suezský průplav a Británie postupně získala kontrolu nad celým územím Egypta. Dalším bodem zájmu britské kolonizace byl Súdán, kde chtěli Britové kolonizací jednak zrušit otroctví a jednak kontrolovat území okolo řeky Nil. Somálské kmeny neměly zájem nechat se kolonizovat od Britů. Ale Velká Británie považovala pobřeží Somálska za velmi strategické pro ochranu obchodních lodí, plujících do Indie. Britům zde konkurovala Francie a Itálie. Francie nakonec získala Džibutsko, Britové a Italové si rozdělili území Somálska. Roku 1884 Britové vytvářejí protektorát, který spadá pod správu Indie až do roku 1898. Téhož roku také Britové porazili dalšího významného náboženského a politického vůdce jménem Madhi ze Súdánu.

## Ozbrojené boje
Muhammad Abdallah Hassan vedl protikoloniální zápas s Brity a s katolickou Etiopií. Britové založením protektorátu rozpoutali tuto nevraživost. Hassan hlásal ve svých projevech, že Britové a Etiopané jdou lidé, kteří ničí islám a omezují tak politické a náboženské svobody somálského národa. Vydal také nařízení, že každý státní příslušník, který nebude bojovat za nezávislost a jednotu Somálska bude považován za nevěřícího (káfir nebo Gaal). Pro mnoho Somálců se stal přirozenou autoritou a člověkem schopným oprostit Somálsko od cizí vlády a náboženství. Sám si jmenoval ministry a své poradce z různých regionů Somálska a podařilo se mu pro boj získat zbraně z různých islámských zemí, například z Tuniska a Súdánu. Naléhal na všechny obyvatele, aby se národnostně a nábožensky sjednotili. Britové, kteří porazili Mahdiho ze Súdánu nyní stojí proti mnohem silnější a motivovanější síle.
Hassanovi bojovníci (hnutí Dervišů) byli velmi odhodlaní a jejich disciplína byla vybudována na základě dodržování řádu Saalihiya. Byla pro ně charakteristická silná centralizace a strnulá hierarchie.
Hassan vyhrožoval, že všechny křesťany hodí do moře, avšak svůj první útok vůči britskému vojsku zahájili s 1500 Derviši, vybavených moderními puškami.

## Hassan proti Británii, Itálii a Etiopii
Roku 1900 byla z Etiopie vyslána armáda, která měla za úkol zabít Hassana. Kradla zvířata a rabovala v blízkém okolí Ogadenu. Hassan se rozhodl zasáhnout a zaútočil na etiopskou armádu. Útok provedl 4. března 1900, vyhrál, získal zpět veškeré nakradené zboží a významně si zlepšil svou pověst i postavení v očích somálského obyvatelstva.
Červen 1990: Hassan vpadl na území severních somálských kmenů Eidagale a Isaaq, které byly pod ochranou Velké Británie. Poté si vzal za ženu dceru mocného náčelníka z klanu Ogaden a jako protihodnotu dal svou vlastní sestru Mohammedovi Subeerovi staršímu.
Ale Subberovi se vláda Hassana začala brzy zajídat a proto začal spřádat tajné plány na jeho zabití. Hassan se o atentátu dozvěděl a podařilo se mu utéct. Jeho ministr a dobrý Aw 'Abbas ale takové štěstí neměl a byl zabit. Subber svého činu litoval a o pár týdnů později vyslal k Hassanovi mírovou delegaci, ale Hassan omluvu odmítl a všechny členy delegace nechal popravit. To Subbera rozčílilo a obrátil se s prosbou spojenectví na Etiopii. Hassan a jeho dervišové se stáhly na území Nugaal.
Britové i Etiopané se začali Hassanova vlivu a moci značně obávat. Proto etiopský císař Menelik koncem roku 1900 navrhl Britům spojit se společnými silami proti Dervišům. Britové souhlasili a etiopská armáda která čítala 15.000 vojáků začala 22. května 1901 postupovat proti dervišům od Hararu. Britské síly pod vedením podplukovníka EJ Swayna začali proti dervišům postupovat z Burco. Dervišové měli vojsko o síle 20 000 mužů.
V letech 1901 až 1904 Dervišové vítězily v bojích a způsobovali italské, britské a etiopské armádě velké škody. K obratu došlo 9. ledna 1904, kdy vojsko jemuž velel britský generál Charles Egerton povraždilo na 7000 Dervišů v bitvě u Jidaale. Hassan byl nucen se stáhnout a se svým vojskem se stáhl na území zvané Majeerteen.
Roku 1910 byl Hassan zrazen přibližně 600 Derviši, kteří se tajně sešli pod velkým stromem později přezdívaný "Anjeel tale WAA" ("The Tree of Bad Counsel"), byli znechuceni vládou a panovačností Hassana a proto se rozhodli Derviše opustit. Tento akt Hassanovu armádu oslabil a demoralizoval. Hassan byl pohlcen hněvem a na základě těchto událostí složil svou nejslavnější báseň The Tree of Bad Counsel.

## 1910–1920
V letech 1910 až 1914 se Hassan přesunoval z oblasti Illig do oblasti Taleex v centru Nugaalu. zde buduje masivní pevnosti, obytné domy a luxusní palác. Od roku 1913 ovládal celé území somálského poloostrova, dále budoval pevnosti v Jildali a Mirashi v Burce. 9. srpna 1913 proběhla bitva u Dul Madoba, kde dervišové zaútočili na klan Habar Yoonis. Během této bitvy bylo zabito 57 členů Somalilandské velbloudí policie (měla 110 členů). Mezi zabitými byl také britský důstojník Richard Corfield, který tomuto oddílu velel. Hassan inspirovaný tímto masakrem napsal báseň jednoduše nazvanou "Smrt Richarda Corfielda."
Roku 1913 Dervišové také napadli Berberu a zcela ji zničili. Roku 1914 byl obnoven Somalilandský velbloudí sbor jako speciální jednotka policie pod vedením Hassana. Britové se až do roku 1919 stáhli z pevností do kopců, aby se vyhnuli drancování a zabíjení ozbrojených jednotek dervišů.

## Porážka
Hassanova porážka započala roku 1920, kdy britské armáda mohutným leteckým a pozemním útokem napadla osady Dervišů a způsobila jim tak zdrcující porážku. Hassanova armáda utrpěla ohromné ztráty a byli nuceni uprchnout zpět do Ogadenu. Zde Hassan opět využíval svého náboženského a vlasteneckého cítění, aby reorganizoval armádu a opět se postavil na nohy. Britové k němu vyslali mírovou delegaci s nabídkou příměří a ziskem území kde může se svými stoupenci v klidu žít. Hassan to ale odmítl a delegaci dokonce napadl. K porážce také pomohla pandemie moru a neštovic, která zlikvidovala více než polovinu Dervišů. Na oslabené derviše byly pořádány ozbrojené nájezdy pod vedením Haaji Waraabe, tak byly zlikvidovány i zbytky Dervišů, ale Hassana se nikdy nepodařilo dopadnout. Tomu se s hrstkou nejvěrnějších podařilo prchnout do Etiopie do oblasti Arsi Oromo, kde se pokoušel uzavřením manželství obnovit svou moc.

## Smrt
Sayyīd Muhammad `Abd Allāh al-Hasan zemřel 21. prosince 1920 ve věku 64 let na chřipku.